# Guillaume Griffon
Guillaume Griffon, né le 26 août 1975 à Roanne (Loire), est un auteur de bande dessinée français.

## Biographie
Il fait des études de comptabilité, sans enthousiasme. Rapidement, il intègre l'École Émile-Cohl (Lyon) dont il sort diplômé. Il part travailler pendant un an et demi à Orlando au parc Walt Disney World pour réaliser dessins et caricatures. Revenu en France, il passe une dernière année à l'École Emile-Cohl dans la 3D. Il rentre ensuite à Roanne pour intégrer l'entreprise familiale, une société de textile où il s'occupe de la communication et du développement de la collection homme.
En 2004, il se rend au Festival international de la bande dessinée d'Angoulême avec son book. C'est à cette occasion qu'il rencontre l'éditeur Akiléos et l'auteur Céka avec lesquels il collaborera pour la sortie de sa première bande dessinée intitulée Billy Wild.

## Œuvres
- Billy Wild, scénario de Céka, Akileos, collection Regard noir & blanc :

1. Mais où est donc Linus ? [1], 2007, (ISBN 978-2-915168-52-5).
2. Le 13e cavalier [2], 2008, (ISBN 978-2-915168-99-0).

- Michael Jackson en bandes dessinées[3], scénario de Céka, dessins : collectif, Petit à Petit, collection Légendes en BD, 2009  (ISBN 978-2-84949-192-8)

- Apocalypse sur Carson City, Akileos, collection Regard noir & blanc (tomes 2 et 3) :

1. Fuite mortelle [4], 2010, (ISBN 978-2-355-74062-6)
2. Le Commencement de la fin, 2010, (ISBN 978-2-355-74072-5)
3. Entre la ville et la mort…, 2011, (ISBN 978-2-355-74087-9)
4. Halloween, 2013,  (ISBN 978-2-355-74143-2)
5. L'apocalypse selon Matthews, 2015,  (ISBN 978-2-35574-189-0)
6. Épisode final - "... Sorti des ténèbres" - Part One, 2017  (ISBN 978-2-355-74295-8)
7. Sorti des ténèbres (Part Two)[5], 2018  (ISBN 978-2-355-74340-5)

## Jeux
- Apocalypse au zoo de Carson City, Jeux Opla, 2017, créé par Alexandre Droit et Florent Toscano, illustré par Guillaume Griffon
- Apocalypse au Zoo de Carson City : les extensions de Linda, Jeux Opla, 2019, créé par Alexandre Droit, David Boniffacy, Florent Toscano et David Paput, illustré par Guillaume Griffon